# Галини (дем Лъгадина)
Вижте пояснителната страница за други значения на Галини.
Галини или Кучкар (на гръцки: Γαλήνη до 1927 Κοτσικάρ, Коцикар, до 1949 Κρύα Νερά, Криа Нера, Гирмита) е село в Гърция, дем Лъгадина, област Централна Македония със 161 жители (2001). В църковно отношение е част от Лъгадинската, Литийска и Рендинска епархия.

## География
Селото е разположено в южните поли на Богданската планина (Сухо планина, на гръцки Вертискос), на два километра западно от Висока (Оса).

## История

### В Османската империя
През XIX век Кучкар е турско село, числящо се към Лъгадинската каза на Османската империя. Към 1900 година според статистиката на Васил Кънчов („Македония. Етнография и статистика“) в Кучкаръ живеят 140 души турци.

### В Гърция
След Междусъюзническата война Кучкар попада в Гърция. През 20-те години мюсюлманското му население се изселва и в селото са настанени гърци бежанци. В 1927 година е прекръстено на Гаалини, в превод спокойствие. Според преброяването от 1928 година Галини е чисто бежанско село с 34 бежански семейства и 128 души.